# Breviceps
Genre
Synonymes
- Engystoma Fitzinger, 1826
- Systoma Wagler, 1830

Breviceps est un genre d'amphibiens de la famille des Brevicipitidae.

## Répartition
Les 19 espèces de ce genre se rencontrent en Afrique de l'Est et en Afrique australe dans les régions arides et semi-arides.

## Liste des espèces
Selon Amphibian Species of the World (15 novembre 2020) :
- Breviceps acutirostris Poynton, 1963
- Breviceps adspersus Peters, 1882
- Breviceps bagginsi Minter, 2003
- Breviceps branchi Channing, 2012
- Breviceps carruthersi Minter, Netherlands & Du Preez, 2017[3]
- Breviceps fichus Channing & Minter, 2004
- Breviceps fuscus Hewitt, 1925
- Breviceps gibbosus (Linnaeus, 1758)
- Breviceps macrops Boulenger, 1907
- Breviceps montanus Power, 1926
- Breviceps mossambicus Peters, 1854
- Breviceps namaquensis Power, 1926
- Breviceps ombelanonga Nielsen et al., 2020[4]
- Breviceps passmorei Minter, Netherlands & Du Preez, 2017[3]
- Breviceps poweri Parker, 1934
- Breviceps rosei Power, 1926
- Breviceps sopranus Minter, 2003
- Breviceps sylvestris FitzSimons, 1930
- Breviceps verrucosus Rapp, 1842

## Publication originale
- Merrem, 1820 : Versuch eines Systems der Amphibien I (Tentamen Systematis Amphibiorum). J. C. Krieger, Marburg, p. 1-191 (texte intégral).